# 5298 Paraskevopoulos
5298 Paraskevopoulos è un asteroide della fascia principale. Scoperto nel 1966, presenta un'orbita caratterizzata da un semiasse maggiore pari a 2,9951107 UA e da un'eccentricità di 0,2105963, inclinata di 2,18185° rispetto all'eclittica.